# 库米拉沙达尔达克钦乌帕齐拉
库米拉沙达尔达克钦乌帕齐拉是孟加拉国吉大港专区库米拉县的乌帕齐拉。